# Hyalomma marginatum
Hyalomma marginatum of reuzenteek is een tekensoort, die in de subtropische gebieden van de oude wereld voorkomt. Volwassen teken zuigen bloed bij verscheidene zoogdieren, bij voorkeur bij hoefdieren, maar soms ook bij mensen. De teek kan besmet zijn met de Rickettsia-bacterie, die vlektyfus en het Krim-Congo-hemorragische virus kan overbrengen. De teken kunnen verspreid worden door trekvogels. In 2018 is de teek in Duitsland gevonden. In juli 2019 is in Nederland voor het eerst een teek van het geslacht Hyalomma gevonden.

## Beschrijving
Hyalomma marginatum is een relatief grote schildteek met een lichaamslengte van ongeveer 5-6 mm, waarbij, als de teek niet volgezogen is met bloed, het schild (scutum) het gehele rompgedeelte bedekt. De teek is aanmerkelijk groter dan de meest in Europa voorkomende tekensoort, de schapenteek. De poten zijn lichter dan het schild en meestal duidelijk voorzien van ringen. De soort is moeilijk te onderscheiden van andere soorten van het geslacht Hyalomma; onderscheiden lukt meestal alleen met volwassen teken. Onvolwassen stadia (larven en nimfen) kunnen mogelijk soort-specifieke kenmerken hebben, maar lijken zoveel op andere soorten dat zij daarvan gewoonlijk niet te onderscheiden zijn.
Het op soort brengen is aan de hand van de volgende eigenschappen mogelijk: Het schild is gelijkmatig bruin gekleurd, zonder een patroon van onregelmatige samenvloeiende witte vlekken. Het oppervlak is ruw en mat met uniforme, grote, dicht op elkaar staande diepe putjes. De heupen (coxa: het eerste lid van de poot) van het eerste paar poten zijn diep gespleten met twee ongelijk gevormde sporen (uitsteeksels) (een conisch en taps, de andere afgeplat), die ongeveer dezelfde lengte hebben. Bij de mannetjes zijn de lengtegroeven zijdelings op de bovenzijde van het schild duidelijk zichtbaar en hebben een gemiddelde lengte, tot ongeveer een derde van de schildlengte. Aan het achtereinde van het schild is een kleine, felgekleurde uitsparing van de schildrand (parma genoemd) niet uitgesproken aanwezig. Van de nauw verwante Hyalomma rufipes (lang beschouwd als een ondersoort van deze soort) is het onderscheid moeilijk: de putjes op de bovenzijde zijn iets kleiner, aan de onderkant is de omgeving van de stigmata spaarzaam en niet dicht behaard. De stigmaplaat loopt naar achteren in een iets smaller uitsteeksel uit.

## Biologie en ecologie
Hyalomma marginatum is een tekensoort die van gastheer wisselt. De larven en nimfen ontwikkelen zich achtereenvolgens op dezelfde tussengastheer. De met bloed volgezogen nimfen laten zich uiteindelijk van de tussengastheer vallen. Ze wachten vervolgens op de tweede gastheer, waarop de ontwikkeling tot imago en de paring plaatsvinden. De soort heeft slechts één generatie per jaar in de natuurlijke leefomgeving. De teken zijn alleen bij warme omgevingstemperaturen actief in de lente en de zomer. Larven worden waargenomen in juni en juli, nimfen vanaf juli. De volwassen teken overwinteren en zijn vanaf maart actief. In mei zijn ze maximaal actief. Sommige teken zijn echter actief tot de late zomer of zelfs het vroege najaar. De teek zoekt actief naar gastheren. Het is echter geen jager die op de loer ligt, zoals de schapenteek, maar beweegt zich actief door het leefgebied op zoek naar gastheren. Het zoeken naar de gastheer gebeurt waarschijnlijk op geleide van geurstoffen. Bij verwante tekensoorten gebeurt dit ook door mechanische en optische prikkels.
Gastheren van de onvolwassen teken zijn klein. Het zijn op de grond levende zoogdieren, met name haasachtigen en insecteneters, en op de grond levende vogels, waaronder veel zangvogels. Gastheren van de volwassen dieren zijn grote zoogdieren, vooral wilde en gedomesticeerde hoefdieren, met name holhoornigen. Mensen worden verhoudingsgewijs relatief vaak gebeten, maar de teken kunnen zich op de mens niet verder voortplanten.

## Voorkomen
Hyalomma marginatum komt voor in Noord-Afrika, Zuid-Europa en het westen en het centrum van Azië, oostelijk tot in het zuiden van Rusland, Pakistan en Turkmenistan. Zuid-Afrikaanse vondsten verwijzen naar andere soorten (voormalige ondersoorten die nu als aparte soorten worden beschouwd). Vanwege de moeilijke taxonomie van de soortgroep zijn vooral oudere vondsten moeilijk te classificeren. In Zuid-Europa is de soort wijdverspreid. Ze komt voor op de Balkan tot in het zuiden van Roemenië, Bosnië en Albanië. Populaties in de westelijke Middellandse Zee (Italië, Spanje) zijn gescheiden van dit verspreidingsgebied. Direct bewijs voor het voortplanten van de soort in het zuiden van Frankrijk was lang onduidelijk, maar wordt nu beschouwd als zeer waarschijnlijk. Individuele vondsten op runderen in Hongarije betreffen de nauw verwante soort, die tegenwoordig beschouwd als een aparte soort Hyalomma rufipes.
Door veetransporten en de aanwezigheid van trekvogels zijn de onvolwassen teken bijna wereldwijd versleept. Zo kon de teek in Brazilië gevonden worden, maar kan zich daar echter niet vestigen.
Sinds geruime tijd is er een verspreiding naar het noorden. Epidemiologen maken zich zorgen, omdat ze als vectoren optreden bij de verspreiding van ziekten. Zo is de soort in Turkije, waar hij eerst vrij zeldzaam was, nu een van de meest voorkomende tekensoorten, 85 procent van de op rundvee aangetroffen teken is Hyalomma marginatum.

### Verspreiding in Duitsland
Individuen van de soort, of in ieder geval behorend tot het geslacht Hyalomma, worden al vele jaren zo nu en dan in Duitsland op trekvogels gezien. In de zomer van 2018 werden in Osnabrück, Hannover en Wetterau in Hessen voor het eerst ook Hyalomma marginatum-teken op paarden en schapen gevonden. In december volgde een exemplaar op een paardenhouderij in Bokelholm, Sleeswijk-Holstein. Vestiging in Duitsland is nog niet bewezen maar wordt door kenners niet uitgesloten. De soort was in 2017 al eens in Tübingen in een tuin op kleding aangetroffen.

### Verspreiding in Oostenrijk
In Oostenrijk is in 2018 in de gemeente Melk een seksueel volwassen teek geïnfecteerd met de Rickettsia aeschlimannii-bacterie gevonden. Een teek met hetzelfde pathogeen werd op een kleine karekiet in Zerbst (Saksen-Anhalt) genetisch vastgesteld.
In juni 2019 werd voor het eerst in Opper-Oostenrijk een overwinterende teek gevonden.